# Maria Krestovskaïa

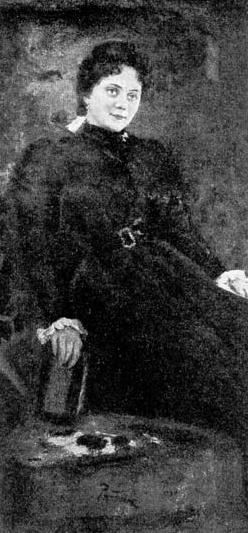
Portrait de Maria Krestovskaïa par Répine.

Maria Vsevolodovna Krestovskaïa (Мари́я Все́володовна Кресто́вская), épouse Kartavtseva (Картавцева), née le 30 novembre/12 décembre 1862 à Saint-Pétersbourg et morte le 24 juin/7 juillet 1910 à Metsäkylä (grand-duché de Finlande dans l'Empire russe), est une romancière russe. Elle est la fille du poète et critique littéraire, Vsevolod Vladimirovitch Krestovski, et de sa première femme l'actrice Varvara Griniova, et l'épouse du banquier et magnat du chemin de fer, Evgueni Kartavtsev (1850-1932).

## Biographie
Maria Krestovskaïa se forme à l'art dramatique et se produit avec succès dans différents théâtres privés. Elle se lance dans la carrière littéraire à partir de 1886-1887; elle fait paraître ses nouvelles et romans en feuilleton dans Le Messager russe, dans la Revue russe et aussi, surtout après les années 1890, dans Le Messager de l'Europe et Le Messager du Nord.

Trois portraits qui se trouvaient chez Mme Krestovskaïa pourraient caractériser toute l'histoire de sa vie: une délicieuse aquarelle de Kramskoï: figure gracieuse et émouvante de Maria Vsevolodovna - c'est le début; un portrait par Répine: frais, naïf, simple - c'est le milieu, l'éclosion de tous les possibles... et un portrait par Heilik - l'effrayante fin.
Elle meurt d'une longue maladie dans sa villa de Metsäkylä. Son Journal est conservé aux Archives d'État de la littérature et de l'art de Moscou. Une partie de ses souvenirs est publiée dans Le Messager de l'Europe dans les n° 11 et 12 de 1912. Elle était amie avec Tatiana Chtchepkina-Koupernik et connaissait bien Chaliapine. Elle est la demi-sœur du peintre Vassily Krestovsky et du sculpteur Igor Krestovski.

## Marioki
La villa Marioki située à Metsäkylä (aujourd'hui Molodiojnoïe), près de Saint-Pétersbourg, est nommée ainsi par son mari en l'honneur de son épouse Maria Vsevolodovna. Elle y aménage un jardin qui fait l'admiration de tous. Après sa mort de son épouse, Evgueni Kartavtsev fait ériger dans la propriété une église construite par Ivan Fomine. Plus tard, il commande un monument funéraire de sa femme au sculpteur Vsevolod Lichev.

## Quelques œuvres
- «Уголки театрального мира» [Les Coins du monde du théâtre]
  - очерк «Иса» (1885) [Essai: Issa]
  - очерк «Лёля» (1885) [Essai: Liolia]
- «Ранние Грозы» (1886) [Premiers Orages], récit
- «Артистка» [La Femme artiste]
- «Испытание» [Épreuve]
- «Вне жизни» [Hors de la vie]
- «Женская жизнь» [La Vie d'une femme]
- «Сын» (1893) [Le Fils]
- «Исповедь Мытищева» (1901) [La Confession de Mytichtchev]

## Adresse à Saint-Pétersbourg
1897: rue Kourotchnaïa, n° 12